# رون بيكر
رون بيكر (بالإنجليزية: Ron Baker)‏ هو لاعب كرة قدم أمريكية أمريكي، ولد في 19 نوفمبر 1954 في غاري في الولايات المتحدة.

## وصلات خارجية
- رون بيكر على موقع مرجع كرة القدم المحترفة.كوم (الإنجليزية)